# بوروخوسا
بلدية بوروخوسا (بالإسبانية: Purujosa) هي بلدية تقع في مقاطعة سرقسطة التابعة لمنطقة أراغون شمال شرق إسبانيا.

## الديموغرافيا
بلغ عدد سكان بلدية بوروخوسا 43 نسمة عام 2011 (وفقاً للمعهد الوطني الإسباني للإحصاء).
| 34 | 43 | 51 | 48 | 50 | 48 | 43 |